# Liste der Finanzämter im Saarland
Diese Liste nennt die Finanzämter im Saarland.

## Allgemeines
Die saarländischen Finanzämter sind untere Landesbehörden. Als oberste Landesbehörde ist ihnen das Ministerium für Finanzen und Europa des Saarlandes übergeordnet. Es gibt im Saarland 7 Finanzämter. Diese bestehen immer aus einer Hauptstelle und teilweise aus einer oder mehreren Außenstellen. Die Finanzämter sind für die steuerlichen Aufgaben der jeweils angegebenen Finanzamtsbezirke zuständig. Daneben gibt es eine Vielzahl von Spezialzuständigkeiten, bei denen Aufgaben bei einzelnen Finanzämtern konzentriert sind.

## Liste
| Bild | Name Bundesfinanzamtsnummer                                      | Ort Adresse                        | Finanzamtsbezirk | Gebäude | Behördengeschichte |
| ---- | ---------------------------------------------------------------- | ---------------------------------- | ---------------- | --- | ------------------ |
| 0    | Finanzamt Homburg 1075                                           | Homburg Schillerstraße 15          | 0                | Von 1920 bis 1968 wurde das Gebäude Eisenbahnstraße 40 als Finanzamt genutzt. Es steht unter Denkmalschutz. | 0                  |
| 0    | Finanzamt Homburg Außenstelle St. Ingbert 1085                   | St. Ingbert Rentamtstraße 39       | 0                | 0 | 0                  |
| 0    | Finanzamt Merzig 1020                                            | Merzig Am Gaswerk                  | 0                | 0 | 0                  |
| 0    | Finanzamt Neunkirchen 1030                                       | Neunkirchen (Saar) Uhlandstraße 1  | 0                | 0 | 0                  |
|      | Finanzamt Saarbrücken Am Stadtgraben 1040                        | Saarbrücken Am Stadtgraben 2–4     | 0                | 0 | 0                  |
| 0    | Finanzamt Saarbrücken Am Stadtgraben Außenstelle Sulzbach 1070   | Sulzbach/Saar Vopeliusstraße 8     | 0                | 0 | 0                  |
| 0    | Finanzamt Saarbrücken Am Stadtgraben Außenstelle Völklingen 1090 | Völklingen Marktstraße             | 0                | 0 | 0                  |
| 0    | Finanzamt Saarbrücken Mainzer Straße 1055                        | Saarbrücken Mainzer Straße 109–111 | 0                | 0 | 0                  |
| 0    | Finanzamt Saarlouis 1010                                         | Saarlouis Gaswerkweg 25            | 0                | 0 | 0                  |
| 0    | Finanzamt St. Wendel 1060                                        | St. Wendel Marienstraße 27         | 0                | 0 | 0                  |

## Geschichte

### Finanzverwaltung im Saargebiet
Bis 1918 war die Finanzverwaltung Ländersache. Die Finanzbehörden im heutigen Saarland waren daher entweder die bayerischen Finanzbehörden der Pfalz oder die preußischen der Rheinprovinz. Mit dem Friedensvertrag von Versailles wurde das Saargebiet vom Reich abgetrennt. Die Regierungskommission des Saargebietes bildete die Regierung. Bei der Regierungskommission war die Abteilung des Mitglieds der Regierungskommission für Finanzen und wirtschaftliche Angelegenheiten angesiedelt, die quasi die Funktion eines Finanzministeriums und des Wirtschaftsministeriums hatte. Darunter war unter anderem die Direktion der Finanzen und die Direktion der Verwaltung der direkten und indirekten Steuern angesiedelt, die die Spitze der Finanzverwaltung darstellten.
Der Direktion der Verwaltung der direkten und indirekten Steuern waren für die Verwaltung der direkten Steuern einschließlich der Erbschafts- und der Umsatzsteuer folgende Finanzämter unterstellt: Blieskastel, Homburg, St. Ingbert, Dillingen, Merzig, Neunkirchen, Saarbrücken-Stadt, Saarbrücken-Land, Saarlouis, St. Wendel, Sulzbach und Völklingen.
Für die Verwaltung der Stempelsteuern bestanden die Bezirkssteuerämter Saarbrücken-Stadt, Merzig, Homburg, Blieskastelm Reinheim, Neunkirchen, St. Wedel, Saarlouis, St. Ingbert und Völklingen sowie das Grenzsteueramt Saarbrücken-Bahnhof. Diese Bezirkssteuerämter sowie die Grenzsteuerämter waren auch für die Verwaltung der Verbrauchssteuern zuständig. Grenzsteuerämter bestanden in Mondorf, Homburg-Landstraße, Einöd, Dillingen, Kerprich-Hemmersdorf, Ueberherren, Hanweiler-Bahnhof, Hanweiler-Landstraße, Güdingen-Schönbach, Großrosseln, Folsterhöhe und Maßweiler sowie Saarbrücken-Bahnhof. Daneben bestanden noch eine Reihe von Steuerhilfsstellen.
Organisatorisch berichteten nur die Steuerämter Saarbrücken-Stadt und Saarbrücken-Bahnhof direkt an die Direktion der Verwaltung der direkten und indirekten Steuern. Für die anderen waren als Zwischeninstanz sechs Obersteuerinsperktionen gebildet worden, nämlich in Merzig, Homburg, Neunkirchen, Saarlouis, Saarbrücken-Ost und Saarbrücken-West.
Die Finanzämter verfügten über keine eigenen Kassen. In den ehemalig preußischen Teilen wurden die direkten Steuern durch die Gemeindekassen erhoben, im ehemals pfälzischen Teil bestanden hierzu acht Steuer- und Gemeindeeinnehmereien.

### Nach der Saarabstimmung
Nach der Saarabstimmung wurde das Saargebiet 1935 wieder Teil des Reiches. Die Finanzverwaltung wurde nun der des Reiches angegliedert. Mit der Erzbergerschen Reform war in Deutschland 1920 eine einheitliche Reichsfinanzverwaltung geschaffen worden. Als untere Finanzbehörden entstanden Finanzämter jeweils auf Ebene der Landkreise. Für das Saargebiet wurde den Finanzämtern das Landesfinanzamt Würzburg übergeordnet, welches auch für die Finanzämter der Pfalz zuständig war. Dieses errichtete in Saarbrücken eine Zweigstelle.